# ソードクロニクル〜世界樹の秘宝〜
ソードクロニクル〜世界樹の秘宝〜（ソードクロニクル せかいじゅのひほう）は、gumiより配信されていたスマートフォン向けゲームアプリ。基本プレイ無料（アイテム課金制）。2013年より配信されていた『竜王と勇者アレン 世界樹の秘宝』のバージョンアップ版。
Android版・iOS版共に2015年6月25日をもってサービス終了。

## ストーリー
創造神「竜王」によって創られた世界「ドラゴンズヘイム」における物語。
少女ユナに出会った主人公は、アヴァロン帝国の陰謀、四天王の妨害等、様々な事件に巻き込まれ、ドラゴンズヘイムの核心に触れる事となる。
世界樹の秘宝を手に入れ、竜王の謎を解き明かしていくファンタジー物語。

## 特徴
ソードクロニクルは幻獣のタイプやスキル、属性を考慮しながらフォーメーションを作成し敵と戦うストーリーRPG。バトルはターン制で行われ、各ターンごとに陣形を組み替えながら戦うことができる。バトルは前衛にHP・防御力の高い幻獣ユニットを味方を守る盾として配置し、後衛から攻撃力の高いユニットで敵にダメージを与えながら進めていく。

## 主なキャラクター
| メインキャラクター | 帝国軍         |
| ------------------ | -------------- |
| アレン             | 皇帝           |
| レナ               | サリエル       |
| ピクピク           | バーサーカー   |
| フレイ             | 炎のアータル   |
| ジュピター         | ベルゼブブ     |
| リザ               | 炎王サラマンダ |
| アンドロメダ       | 海王ミドガルズ |
| アルデミス         | 岩王ウロボロス |
| アイテール         | 聖王アナンタ   |
| トリトン           | ダークナイト   |